# Dremel (software)
Dremel é um sistema distribuído desenvolvido no Google para consultar de forma interativa grandes conjuntos de dados.
Dremel é o mecanismo de consulta usado no serviço BigQuery do Google.
Dremel é a inspiração para Apache Drill, Apache Impala, e Dremio, uma plataforma Apache  licenciada que inclui um mecanismo de execução SQL distribuído.
Em 2020, a Dremel ganhou o prémio Test of Time na conferência VLDB 2020, reconhecendo as inovações de que foi pioneira.